# Aimargues
Aimargues ist eine französische Gemeinde mit 5806 Einwohnern (Stand 1. Januar 2022) im Département Gard in der Region Okzitanien; sie gehört zum Arrondissement Nîmes und zum Kanton Aigues-Mortes.

## Geografie
Aimargues liegt 20 Kilometer südwestlich von Nîmes und 27 Kilometer östlich von Montpellier zwischen den Flüssen Vidourle und Rhôny in der Petite Camargue.

## Wirtschaft
Aimargues ist Hauptsitz des international tätigen Unternehmens Royal Canin, das Hunde- und Katzenfutter herstellt und vertreibt.

## Tradition
Jeden Sommer wird eine Woche lang die Fête votive d'Aimargues gefeiert.

## Bevölkerungsentwicklung

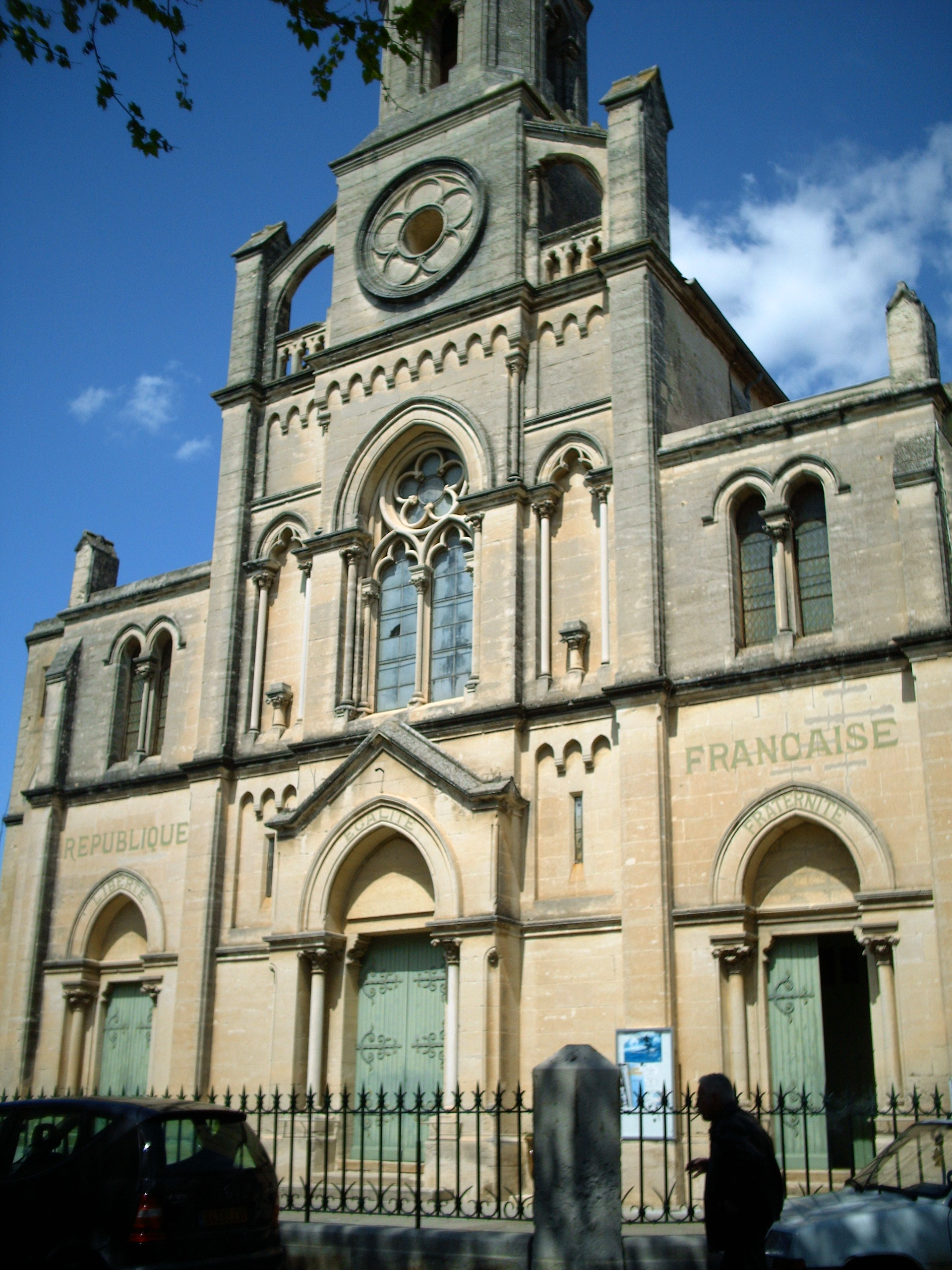
Kirche Saint-Saturnin

| Jahr                       | 1962 | 1968 | 1975 | 1982 | 1990 | 1999 | 2010 | 2017 |
| Einwohner                  | 2202 | 2252 | 2218 | 2547 | 2988 | 3440 | 4313 | 5647 |
| Quellen: Cassini und INSEE |      |      |      |      |      |      |      |      |

## Persönlichkeiten
- Fanfonne Guillierme (1895–1989), Manadière (berittene Pferde- und Stiertreiberin in der Camargue)
- Pierre Torreilles (1921–2005), Dichter und Buchhändler